# Międzynarodowy Festiwal Filmowy w Kairze
Międzynarodowy Festiwal Filmowy w Kairze (arab.: مهرجــان القاهـــرة السينمائـى الدولــى) - festiwal filmowy odbywający się w Kairze od 1976 roku pod patronatem Ministerstwa Kultury Egiptu.
Ostatnia edycja festiwalu odbyła się w dniach 13-22 listopada 2022.

## Polscy przedstawiciele na CIFF
- 35. edycja (2012) - Marian Dziędziel otrzymał nagrodę dla najlepszego aktora za główną rolę w filmie „Piąta pora roku” w reżyserii Jerzego Domaradzkiego[2].
- 43. edycja (2022) - film meksykańsko-polskiej produkcji „Słabsze ogniwo” zdobył Złotą Piramidę dla najlepszego filmu[3].